# Paul Scholten (burgemeester)
Paulus (Paul) Scholten (Den Haag, 5 juli 1939) is een Nederlands politicus, die ruim dertig jaar bijna onafgebroken burgemeester is geweest. Zijn eerste standplaats was Delfzijl, die hij in 1980 verruilde voor Soest, waarna hij in 1989 burgemeester van Arnhem werd. Na zijn pensionering in 2001 werd hij in 2003 waarnemend burgemeester van Rijssen-Holten, het jaar daarop van Bergh en het jaar daarop van Raalte.

## Familie
Scholten komt uit een geslacht van juristen. Zijn grootvader was de bekende Amsterdamse hoogleraar prof. mr. Paul Scholten. Hij is de zoon van prof. mr. Geb Scholten, plaatsvervangend landsadvocaat en later hoogleraar Burgerlijk Recht aan de UvA, en jkvr. Esther Wilhelmina Beelaerts van Blokland. Zijn oom, mr. Ynso Scholten, was minister van Justitie in het kabinet-Marijnen en staatssecretaris in het kabinet-De Quay.

## Biografie
Paul Scholten bezocht het eerste Vrijzinnig-Christelijk Lyceum in Den Haag. Hij ging na zijn eindexamen gymnasium in militaire dienst en werd reserve tweede luitenant der Intendance. In 1961 ging hij in Leiden rechten studeren.
Voor zijn burgemeesterschap is Scholten eerst enige jaren werkzaam geweest in de Rotterdam bij het Havenbedrijf Pakhuismeesteren, later Pakhoed en nog later Vopak genaamd, waar hij een managementopleiding kreeg. Omdat hij burgemeester wilde worden werkte hij daarna 1,5 jaar bij de gemeente Purmerend tot 1973.
Scholten begon in 1973 op 33-jarige leeftijd zijn carrière in Delfzijl. Daar profileerde hij zich o.a. door als eerste vooruitlopend op de nog komende tijdgeest met een gemeentelijk milieuplan te komen vanwege de bedreiging door de havenindustrialisatie ter plaatse, een feit waaraan ook het landelijke tv-nieuwsjournaal aandacht besteedde. In zijn Soester periode werd hij in bestuurlijk Nederland bekend met zijn pleidooi om wettelijk vast te leggen dat de vierjaarlijkse gemeenteraadsverkiezingen - in tegenstelling tot in de huidige situatie - niet overal op dezelfde dag plaatsvinden. Dit om te bereiken dat de (overmatige) invloed van de landelijke politiek op de lokale verkiezingscampagnes zou worden teruggedrongen. In de historische vergaderzaal van de Eerste Kamer is daar toen een dagconferentie over belegd. Later is het idee vele malen door anderen geopperd, maar het is er nooit van gekomen.
Hoogtepunt in zijn carrière was zijn Arnhemse periode Van 1989 tot 2001. Het begin was onder meer vanwege de beperkte ruimte die in die tijd aan burgemeesters gegeven werd geen sinecure. De omslag kwam na verkiezingen en de nodige personele wisselingen, met vervolgens de taak om de Sint-Eusebiuskerk als kloppend hart van de stad te restaureren en daarvoor de vele miljoenen bijeen te brengen.
De vijftigste herdenking van de Slag om Arnhem in 1994 werd zijn finest hour. Hij zette samen met het daartoe gevormde comité en de buurgemeente Renkum 70 evenementen op touw. De gemeenteraad van Arnhem trok er zonder enig bezwaar 1 miljoen gulden voor uit. Hij was van plan de Duitse bondspresident uit te nodigen. Landelijk leidde dat tot grote publiciteit en debat. Met name ontstond weerstand in bepaalde conservatieve verzetskringen. Hij trok daarop het plan in, dat tot in de gemeenteraad sympathie oogstte.
Later, in 2010, zou Scholten in opiniestukken in NRC Handelsblad pleiten voor een gezamenlijke kranslegging van de koningin met de Bondspresident op 4 mei op de Dam in Amsterdam. Ook toen bleek het idee nog steeds een brug te ver. Bij de herdenking in 1994 in Arnhem luidde prins Willem-Alexander samen met de bekende Engelse generaal Hackett de vier grote speciaal gegoten herdenkingsklokken in. Hij werd na afloop benoemd tot Commander of the British Empire (CBE). Bij zijn afscheid werd Scholten benoemd tot Officier in de Orde van Oranje-Nassau.
Scholten heeft na zijn pensionering gepubliceerd over uiteenlopende onderwerpen, waaronder het plan van de regering om voor de kennis van de vaderlandse geschiedenis een Nationaal Historisch Museum naast het Nederlands Openluchtmuseum te stichten. Hij verzette zich samen met zijn voorganger Drijber in artikelen in de NRC met kracht tegen de 'postmoderne hutspot'-ideeën van directeur Schilp, die gesteund werd door de toenmalige minister Plasterk, de commissaris van de Koningin en Scholtens opvolgster, burgemeester Pauline Krikke. Uiteindelijk floot de Kamer de minister terug en sneuvelde het plan-Schilp. Scholten heeft toen als alternatief het plan geopperd de geschiedenis canon van Nederland binnen de organisatie en locatie van het Nederlands Openlucht Museum onder te brengen en met hulp van het Rijksmuseum te verwezenlijken, hetgeen in 2017 door de medewerking van Staatssecretaris voor Cultuur Zijlstra en de inspanning van de directeur dr. W. Bijleveld cum suis een feit werd.
In september 2016 verscheen van de hand van Scholten de WoltersKluwer-uitgave "Schets van een Korte Grondwet". Hierin brengt de schrijver de 142 artikelen van de Grondwet terug tot de essentie in 25 artikelen en brengt tevens een aantal vernieuwingen aan. O.a. doet hij het voorstel om voortaan de Eerste en Tweede Kamerverkiezingen in twee ronden te gaan houden (eerste: iedere partij mag meedoen; tweede 14 dagen later met alleen de zes grootste uit de eerste ronde), waardoor het parlement en daarmee de democratie wordt versterkt en de regering slagvaardiger wordt omdat zij steunt op hooguit twee of drie grote partijen.
Hij is sinds 1970 getrouwd met Ella Stephania (Elphanie) van Schelven. Zij hebben een zoon Reinhard en een dochter Olga.
- Gemeinsame Normdatei: 1126584479
- International Standard Name Identifier: 0000 0003 9705 2546
- Library of Congress Control Number: n2017032321
- Nederlandse Thesaurus van Auteursnamen: 113423934
- Virtual International Authority File: 292121817
- WorldCat: E39PBJmDgGW8htYcmJcgbQGj4q